# Departamento de Panamá (1855-1886)
Panamá fue uno de los siete departamentos en que se dividía el Estado Soberano de Panamá (Estados Unidos de Colombia). Fue creado el 15 de julio de 1855, a partir de la mayor parte del territorio de la provincia de Panamá, mediante la convención constituyente del Estado. Tenía por cabecera a la ciudad de Panamá. El departamento comprendía el territorio de las actuales provincias de Panamá, Panamá Oeste y Darién, así como el de las comarcas de Guna Yala y Emberá-Wounaan.

## División territorial
El departamento al momento de su creación (1855) estaba dividido en los distritos de Panamá, Arraiján, Capira, Cruces, Chame, Chepigana, Chepo, La Chorrera, Gatún, Gorgona, Pacora, Taboga, San Carlos, San Miguel, Saboga y Yaviza.
Para 1870 el departamento estaba dividido en los distritos de Panamá, Arraiján, Capira, Cruces, Chame, Chepo, La Chorrera, Gorgona, Pacora, Taboga y San Carlos.
En 1882 se creó el distrito de Emperador.